# Bunny Chow

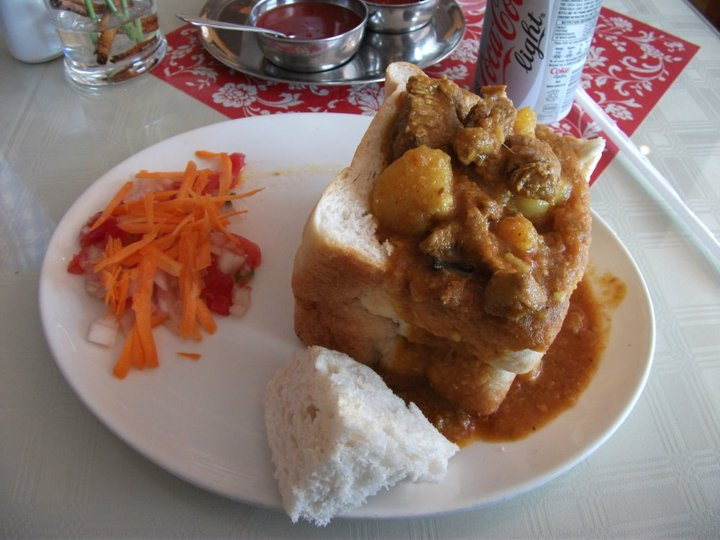
Bunny Chow

Ein Bunny Chow, oft auch Bunny genannt, ist eine Spezialität der südafrikanischen Küche. Sie besteht aus einem halbierten (manchmal auch geviertelten) Weißbrotlaib, der ausgehöhlt und mit einem würzigen Curry-Gericht aus Rind, Lamm, Huhn oder Bohnen gefüllt wird. Traditionell wird der Bunny mit den Händen gegessen, indem man zuerst das beigelegte herausgeholte Innere des Brotlaibs in das Curry-Gericht tunkt und dann die mit Sauce vollgesogenen Außenseiten isst. Als Beilage wird oft ein Salat aus geraspelten Zwiebeln, Karotten, Chili und Weißkohl serviert, der auch mit dem Curry vermischt gegessen wird.

## Entstehung
Es gilt als sicher, dass die Speise in den 1940er Jahren innerhalb der großen indischen Gemeinschaft in Durban entstanden ist. Bunny Chow wird aber auch in anderen südafrikanischen Städten angeboten. Der Name Bunny Chow soll von Bania abgeleitet worden sein, dem Namen einer indischen Kaste, die auch Vania genannt wird. Die Bania waren Banker sowie Gewürz- und Getreidehändler. Zur Zeit der Apartheid war es Indern verboten, für Weiße vorbehaltene Restaurants zu betreten, geschäftstüchtige Gastronomen verkauften daher transportable Gerichte durch ihre Ladenfenster oder die Hintertüren von Restaurants. Das traditionelle indische Roti-Brot war nicht für den Transport geeignet, da es zu weich war, deshalb verwendete man Weißbrot. Eine weitere Theorie zur Entstehungsgeschichte des Gerichts ist, dass es von indischen Golf-Caddies eingeführt wurde, die es während ihrer Mittagspausen auf dem Golfplatz aßen. Heute wird Bunny Chow als Street Food zum Mitnehmen, aber auch in Restaurants serviert, und gilt als südafrikanische Spezialität.